# 모주
모주(母酒)는 술을 거르고 남은 재강에 물을 타서 뿌옇게 걸러낸 탁주이다. 전주 지역의 모주는 막걸리에 생강, 대추, 감초, 인삼, 칡 등 여덟 가지 한약재를 넣고 끓여 양이 절반 정도로 줄고 알코올이 거의 없어졌을 때 계핏가루를 넣어 먹는 해장술이다. 알코올 도수는 1% 미만이다.

## 같이 보기
- 이강주
- 전주명가 (전주 최초,유일 모주생산 양조장)